# Denis Moreau
Pour les articles homonymes, voir Moreau.
Denis Moreau, né le 8 avril 1967 à Bordeaux, est un philosophe français.

## Biographie

### Études
Ancien élève de l’École normale supérieure (L1987) et membre de l’Institut universitaire de France, il a été reçu premier à l'agrégation de philosophie en 1990. Il a enseigné à l’université Paris-Est-Créteil-Val-de-Marne, puis à l’université de Nantes où il est actuellement professeur d’histoire de la philosophie moderne et de philosophie de la religion. Il est membre de l'Académie littéraire de Bretagne et des Pays de la Loire

### Carrière
Ses travaux portent sur deux champs principaux : d’une part l’histoire de la philosophie du XVIIe siècle, et notamment Descartes et le cartésianisme, d’autre part la philosophie de la religion et notamment du christianisme. Il entend s’inscrire dans la tradition du  «rationalisme chrétien », en précisant qu’il faut à ses yeux compter parmi les grands représentants de ce courant des penseurs comme saint Augustin, saint Thomas d’Aquin, Descartes, Malebranche, Spinoza, Benoit  XVI. Dans ses travaux de philosophie de la religion, il ne prétend pas proposer une nouvelle compréhension du christianisme, mais essaye de ré-expliquer, avec des outils accessibles aux lecteurs contemporains, des notions centrales du christianisme devenues difficiles à comprendre. Il a ainsi consacré des ouvrages au thème du salut (Les Voies du salut, Mort où est ta victoire ? ), un autre à celui du mariage (Pour la vie ? Court Traité du mariage et des séparations). Dans Comment peut-on être catholique ? , il a proposé une justification globale et à différents niveaux (théorique, éthique, existentiel) de la foi chrétienne. Dans Résurrections. Traverser les nuits de nos vie, il analyse la façon chrétienne de tenter de traverser les catastrophes existentielles (deuils, dépression, graves fautes morales, ruptures amoureuses). Son approche de la foi se caractérise par une volonté d'articuler conception propositionnelle (comment justifier la foi ?) et une  conception pragmatique (qu'est-ce que la foi change à la vie ?).
Amateur de rock’n roll, il a tenté, notamment dans un roman, Dans l’ombre d’Adam, de faire se rencontrer les textes bibliques et certains courants de la musique Metal. Il a défendu, à plusieurs reprises, depuis son point de vue de catholique, le festival de musique metal « Hellfest »,
Il collabore au journal La Vie,,,,. ll dirige la collection « textes cartésiens en langue française » aux éditions Vrin et co-dirige la collection "Philosophica" aux Presses Universitaires de Rennes.

## Œuvres
Ouvrages
- Deux cartésiens. La Polémique entre Antoine Arnauld et Nicolas Malebranche, Paris, Vrin, 1999, 354 p.
- Je pense donc je suis, Nantes, Pleins Feux, collection « variations », 2004, 46 p.
- Malebranche, Paris, Vrin, collection « bibliothèque des philosophies », 2004, 220 p.
- (dir., avec P. Taranto) : Activité physique et exercices spirituels. Essais de philosophie du sport, Paris, Vrin, 2008, 246 p.
- Foi en dieu et raison. Théodicées. Deux essais de philosophie de la religion, Nantes, Cécile Defaut, 2009, 224 p.
- Les Voies du salut. Un essai philosophique, Paris, Bayard, 2010, 418 p.
- Dans le milieu d’une forêt. Essai sur Descartes et le sens de la vie, Paris, Bayard, 2012, 342 p[20].
- Dans l’ombre d’Adam, Paris, L’Œuvre, 2013.
- (dir., avec C. Michon) :  Dictionnaire des monothéismes, Paris, Seuil, 2013, 702 p.; traduction en Portugais (Brésil), Dicionario de monoteismos, Sao Paulo, Loyola, 2018
- Pour la vie ? Court traité du mariage et des séparations (mention spéciale du Grand Prix catholique de littérature 2015), Paris, Seuil, 2014, 252 p ; réédition Paris, Seuil, collection "Points Sagesses", 2018
- La Philosophie de Descartes, Paris, Vrin, 2016, 204 p.
- Mort, où est ta victoire ? (Les Voies du salut,II), Paris, Bayard, 2017, 376 p.
- Comment peut-on être catholique ?, Paris, Le Seuil, coll. « Scien Hum (H.C) », 2018, 347 p. (ISBN 978-2-02-133661-0), 366 p.
- Y a-t-il une philosophie chrétienne ? Trois essais, Paris, Seuil, collection "Points Sagesses", 2019, 208 p.
- Nul n’est prophète en son pays. Ces paroles d’Évangiles aux origines de nos formules familières, Paris, Seuil, 2019, 286 p. ; réédition Paris, Seuil, collection "Points Sagesses", 2021
- dir., avec Jean-Christophe Bardout et Vincent Carraud : Nouvelles recherches sur La Recherche de la vérité, Paris, Vrin, 2020, 312 p.;
- Résurrections. Traverser les nuits de nos vies, Paris, Seuil, 2022, 306 p. , réédition Paris, Seuil, collection "Points Sagesses", 2023
- Plus loin que l’actualité. Philosopher jour après jour, Paris, DDB, 2022, 332 p.
- Célébration du Cogito, Paris, Seuil, 2023, 128 p.

Éditions et traductions
- Édition, introduction et annotation de la Lettre-préface des Principes de la philosophie de Descartes, avec un choix de textes, Paris, Garnier-Flammarion, 1996
- Traduction du latin, introduction et annotation du livre IV de la Somme contre les gentils de Thomas d'Aquin, Paris, Garnier-Flammarion, 1999, 2005-2
- Édition, introduction et annotation du Discours de la méthode de Descartes, avec un choix de textes et un dossier, Paris, Le Livre de Poche, 2000
- Édition et traduction du latin de Textes philosophiques d'Antoine Arnauld, Paris, PUF, collection Epiméthée, 2001 (édition d’après des manuscrits inédits ; préface ; introductions ; notes ; bibliographie arnaldienne)
- (en collaboration avec E. Kremer) Introduction et sélection des textes pour la réimpression d’une partie des Œuvres d’Antoine Arnauld aux presses Thoemmes, Bristol, 6 volumes, 2003
- Traduction du latin de la Première partie et d’une sélection d’articles des parties II, III et IV des Principes de la philosophie de Descartes, Paris, Vrin, 2009.
- Édition, introduction et annotation des Vraies et fausses idées d’Antoine Arnauld, Paris, Vrin, 2011
- (avec M. Michaud-Leroux) Introduction et édition des Entretiens sur la métaphysique et sur la religion de Nicolas Malebranche, Paris, Vrin, 2017
- (avec Paul Clavier) : Discours de la méthode de Descartes, texte de 1637 et « version » en français contemporain, Introduction et notes, Paris, Dunod, 2023.